# شياطين السومو في الحلبة
شياطين السومو في الحلبة (باليابانية: 土俵の鬼たち، بالروماجي: Dohyō no Oni-tachi) هو فيلم أنمي ياباني من إخراج سيجي أريهارا ومن إنتاج استوديو موشي برودكشن عرض في 21 مايو عام 1994، وبلغت مدتة 100 دقيقة.

## القصة
تدور أحداث القصة حياة اليوكوزونا الخامس والأربعين، ميكيجي واكانوهانا (كاتسوجي هانادا)، الذي بدأ بممارسة رياضة السومو بعد الحرب، بعد عودة والده إلى المنزل كجندي معاق، دخل عالم السومو في عام 1945 تم الترحيب به باعتباره "شيطان الدوهيو" في عالم السومو. بعد الفوزه واحدًا تلو الآخر، تمت ترقيته إلى أوزيكي في عام 1955، ومن خلال التدريب المستمر، أرتقى إلى رتبة يوكوزونا على الرغم من صغر حجمه في نفس العام، واليوكزونا هو قمة مصارعي السومو.

## الأداء الصوتي
| الشخصية         | الأداء الصوتي                                                                      |
| --------------- | ---------------------------------------------------------------------------------- |
| كاتسوجي هاناداي | كاتسوناري مينينو (أيام كهولة) يوتا يامازاكي (أيام الشباب) نوريهي ميكي (أيام طفولة) |
| ريكيدوزان       | آراسي                                                                              |
| ميتسورو هانادا  | جينباتشي نيزو                                                                      |
| كين هانادا      | ميتسوكو أوكا                                                                       |
| أويتشيرو هانادا | تاكوزو كاواتاني                                                                    |
| الراوي          | كين أوغاتا                                                                         |
| المذيع          | كونيهاهارو سوغياما                                                                 |

## وصلات خارجية
- شياطين السومو في الحلبة على موقع my anime list